# Syd Barrett
Roger Keith "Syd" Barrett (Cambridge, 6. siječnja 1946. – 7. srpnja 2006.), britanski rock glazbenik, tekstopisac.
Jedan od prvotnih članova grupe Pink Floyd. Napustio je grupu početkom 1968. i započeo solo karijeru.
Roger Barrett se povukao iz javnog života, izabravši provesti ostatak života u kući svoje majke, čak i nakon njene smrti 1991. Zadovoljavao se slikanjem, i navodno je napisao knjigu o povijesti umjetnosti, za vlastitu zabavu (bez namjere objavljivanja).
Syd je umro 7. srpnja 2006. zbog komplikacija uzrokovanih dijabetesom.

## Životopis
Syd Barrett je jedna od kultnih figura rocka, utemeljitelj, pjevač i gitarist legendarnog sastava Pink Floyd. Mediji su ga znali zvati "otac britanske psihodelije", a iza sebe je ostavio svega dva samostalna albuma. Njegovom djelu treba pribrojiti i maestralni prvijenac "Pink Floyda" iz 1967., The Piper at the Gates of Dawn, kojemu je dao presudan ton. Barrettova samostalna diskografija nesrazmjerna je njegovu utjecaju na pop i rock scenu, koja se proteže i u devedesete. Među imenima na koje je izravno utjecao našli su se: Marc Bolan, David Bowie, Julian Cope, The Jesus and Mary Chain... te gotovo svi pripadnici britanske scene s nagnućem prema psihodeliji. Barrett samostalnu karijeru započinje nakon što je 1968., zbog sve mahnitijeg ponašanja i nemogućnosti suradnje s drugim članovima, udaljen iz "Pink Floyda". Njegov prvijenac The Madcap Laughs, objavljen početkom 1970., bio je nalik bizarnom psihodeličnom kolažu i tek skicozno nabačenim skladbama, unatoč iznimnoj studijskoj ekipi u kojoj su bili David Gilmour i Roger Waters iz "Pink Floyda", te Mike Ratledge, Hugh Hopper i Robert Wyatt iz sastava "Soft Machine". Album je bio svojevrsna dijagnoza Barrettovog mentalnog zdravlja, a neke su od skladbi, poput "If It's In You", do krajnosti zbrkane, kao posljedica korištenja LSD-a, te sve većih mentalnih problema. Album Barrett objavljen u studenom iste godine, puno je zaokruženiji, smireniji i manje ekscentričan od prvog albuma. Opel je objavljen 1988. nakon gotovo dva desetljeća spekulacija o Barrettovom izgubljenom materijalu. Naime, nakon objavljivanja dvaju albuma iz 1970., Barrett je suočen s velikim mentalnim problemima i nikad više nije snimao niti svirao. "Opel" se sastoji od 14 skladbi nastalih između 1968. i 1970., a sastoji se od osam nikad ranije objavljenih skladbi i šest alternativnih verzija. U glazbenom smislu skladbe su nalik studijskim snimkama s dvaju ranijih albuma, no s više melodije, te odsvirane na mahom akustičnim glazbalima u minimalističkoj produkciji.
Syd Barrett umire u petak, 7. srpnja 2006.g. u svojoj kući u Cambridgeu: dijagnosticiran mu je bio karcinom gušterače, ali je bilo objavljeno da je imao komplikacije s dijabetesom.

## Diskografija

### Singlovi s Pink Floydom
- 1967: "Arnold Layne" / "Candy and a Currant Bun" (#20 VB)
- 1967: "See Emily Play" / "The Scarecrow" (#6 VB, #134 SAD)
- 1967: "Apples and Oranges" / "Paint Box" (Rick Wright)

### Albumi s Pink Floydom
- The Piper at the Gates of Dawn (5. kolovoza 1967.)  #6 VB, #131 SAD
- A Saucerful of Secrets (29. lipnja 1968.)  #9 VB
- London 1966/1967 2005.

### Kompilacije s Pink Floydom (sudjelovanje)
- Relics (14. svibnja 1971.)  #34 VB, #152 SAD
- A Nice Pair (1974.)
- Masters of Rock (1974, Europa) (AKA The Best of the Pink Floyd)
- Works (1983.)
- Shine On (1992. box set)
- Echoes: The Best of Pink Floyd (5. studenog 2001.)  #2 VB, #2 SAD
- Oh, by the Way (2007. box set)

### Solo albumi
- The Madcap Laughs - (3. siječnja 1970.) #40 UK[2]
- Barrett - (14. studenog 1970.)

### Sudjelovanje na
- Joy of a Toy od Kevina Ayersa (studeni 1969.) svira gitaru u skladbi "Religious Experience: Singing A Song In The Morning" - bonus skladba na CD reizdanju iz 2003.

### Solo kompilacije
- Syd Barrett (studeni 1974.) SAD #163: The Madcap Laughs i Barrett
- Opel - (17. listopada 1988.)
- Octopus: The Best of Syd Barrett (29. svibnja 1992.): Album s najboljim hitovim u izdanju "Cleopatre"together.
- Crazy Diamond (travanj 1993.): Boxed set sa svim studijskim albumima i bonus skladbama
- The Best of Syd Barrett: Wouldn't You Miss Me? (16. travnja 2001.): Sadrži jednu ranije ne objavljenu skladbu ("Bob Dylan Blues")

### Solo razdoblje radijskog snimanja
- The Peel Session (1. srpanja 1991.): Snimljeno kod Johna Peelsa u BBC radio showu "Top Gear" zajedno s Davidom Gilmourom i Jerryjem Shirleyem. Sadrži drugačiju verziju skladbe "Two of a Kind".
- The Radio One Sessions (ožujak 2004.): Album sadrži pet skladbi od "The Peel Sessiona" i tri snimljene skladbe emitirane u Bob Harris radio showu i 1971.

### Solo singlovi
- "Octopus"/"Golden Hair"  (15. studenog 1969.)

## Filmografija
- Syd's First Trip (1966.)
- Pink Floyd London '66-'67 (1967.)
- Tonite Let's All Make Love In London (1967.)
- The Pink Floyd and Syd Barrett Story (2003.)

## Vanjske poveznice
- Arhiva Syd Barretta  Arhivirana inačica izvorne stranice od 4. srpnja 2008. (Wayback Machine)